# Océanic de Rimouski
L’Océanic de Rimouski est une franchise de la Ligue de hockey junior Maritimes Québec qui évolue dans la division Est. L'équipe fait ses débuts en 1995 à la suite du rachat et au transfert des Lynx de Saint-Jean par un groupe d'actionnaires ayant en tête Maurice Tanguay et son fils Jacques. La devise de l'équipe est « l'équipe de toute une région ».

## Histoire

### Les débuts
C'est en 1989 que Jacques Mercier entreprend ses premières démarches pour établir une équipe de la Ligue de hockey junior majeur du Québec (LHJMQ) à Rimouski. À la suite de deux parties hors concours entre des équipes de la LHJMQ organisées au Colisée de Rimouski en 1993 et 1994, et qui s'avèrent des succès, rassurent la ligue sur l'intérêt des Rimouskois pour le hockey. Dès l'automne 1994, la LHJMQ accorde une franchise à Jacques Mercier, mais ce dernier ne réussit pas à conclure une entente avec la ville pour la location du Colisée, le maire de la ville Pierre Pelletier préférant concentrer ses énergies sur le projet de salle de spectacle.
Toujours en 1994, un groupe d'hommes d'affaires menés par Maurice Tanguay et son fils Jacques, proposent eux aussi d'amener un club de hockey junior à Rimouski. Ces derniers réussissent à convaincre le nouveau maire de la ville Michel Tremblay pour la location du Colisée et forme un partenariat avec un groupe d'investisseurs locaux dont Jacques Mercier. Le projet se concrétise lorsque la ligue entérine l'achat de la franchise des Lynx de Saint-Jean par le groupe d'investisseurs le 9 mai 1995 et son déménagement à Rimouski pour la saison 1995-1996,.

### Apogée sportif

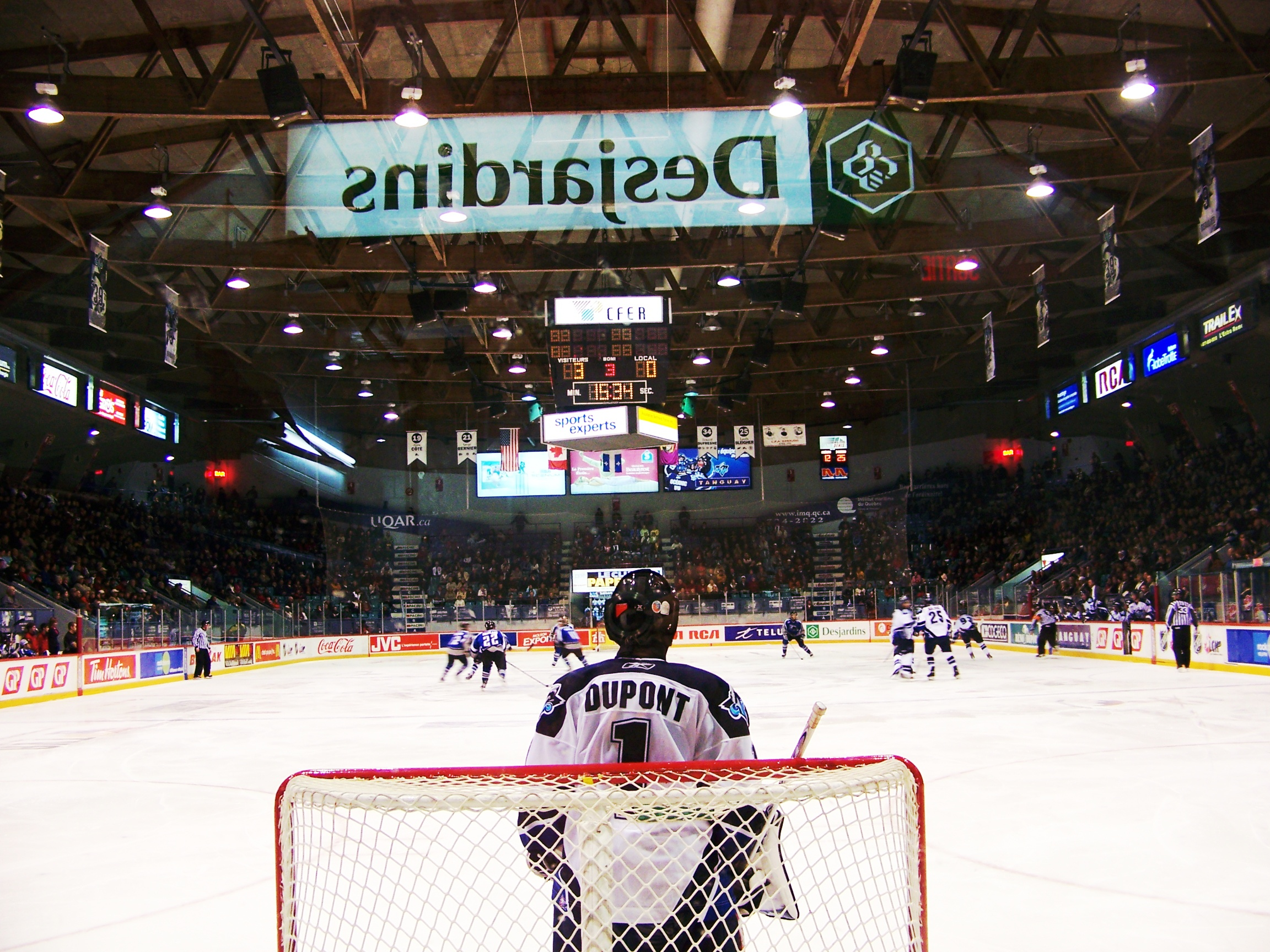
Un match de l'Océanic au Colisée de Rimouski en 2007.

En 1999-2000, avec Brad Richards en tête, l'Océanic a remporté la triple couronne, c'est-à-dire, le trophée Jean-Rougeau remis au champion du calendrier régulier, la Coupe du président, emblème des séries éliminatoires de la Ligue de hockey junior majeur du Québec et finalement la Coupe Memorial remis au champion canadien junior.
Elle a failli répéter l'exploit en 2004-05, alors que Sidney Crosby, âgé de 17 ans, évoluait pour l'Océanic. L'Océanic s'est inclinée cette année-là en finale de la Coupe Memorial 2005 contre les Knights de London. Elle avait auparavant raflé le championnat de la saison régulière et des séries éliminatoires de la LHJMQ. L'équipe, malgré une première moitié de saison plus qu'ordinaire, a réussi à établir en fin de saison un record de la ligue, c'est-à-dire 28 parties consécutives sans connaître la défaite. Cette séquence s'est poursuivie en série pour 7 parties supplémentaires. Ce qui fait une séquence de 35 parties consécutives sans défaite, séquence non officielle en raison de son chevauchement série-saison. Cette séquence est plus longue que l'actuel record de la Ligue canadienne de hockey, de 33 parties sans défaite, établit par les Knights de London la même année.

### Période contemporaine

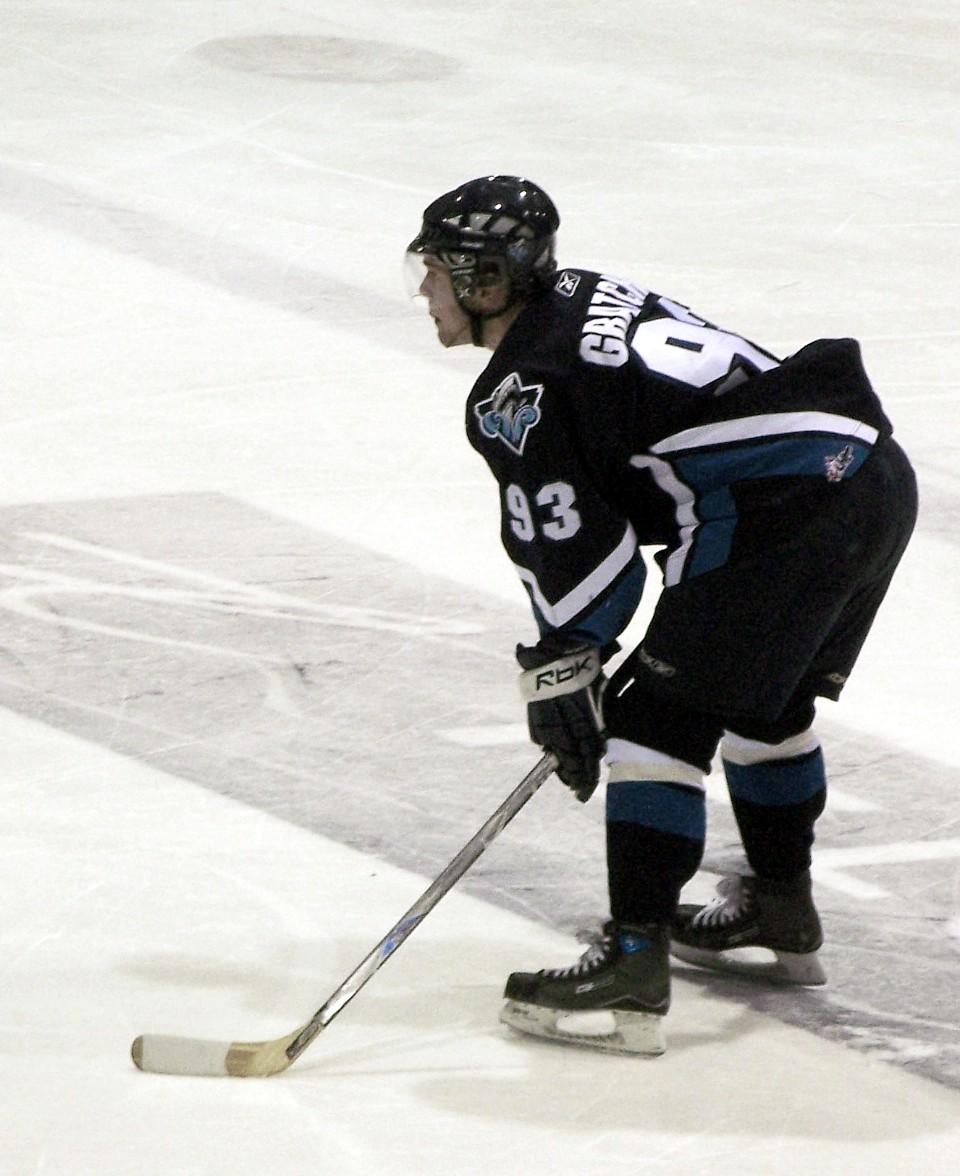
Maxim Gratchev lors d'un match en 2007.

La construction du Colisée de Rimouski remontant à 1966, l'édifice a besoin d'être rénové. L'Océanic répond à la demande de la ville de Rimouski et confirme sa participation financière au projet de rénovation mis de l'avant en 2006 pour un montant de 350 000 dollars.
Le 3 avril 2008, l'Océanic est choisi par la LHJMQ pour être l'équipe hôtesse du tournoi de la Coupe Memorial 2009 qui doit se tenir au Colisée de Rimouski en mai 2009. L'obtention du tournoi permet à la ville d'obtenir l'aide des gouvernements canadiens et québécois pour la rénovation du Colisée en 2008 au coût de 6,6 millions de dollars. À la suite des rénovations, l'Océanic signe une entente de quinze ans pour la location de l'aréna à un coût annuel de 95 000 dollars.
Malgré sa saison 2008-2009 plutôt moyenne en LHJMQ, l'Océanic participe au tournoi de la Coupe Memorial à titre d'équipe hôtesse et obtient un résultat honorable battant même les Spitfires de Windsor, futurs vainqueurs du tournoi, lors de la ronde préliminaire.
Lors de la saison 2014-2015, l'équipe remporte à nouveau le trophée Jean-Rougeau, en terminant première avec 99 points puis la Coupe du Président face aux Remparts de Québec, en 7 matchs et en 2e période de prolongation lors de l'ultime match.
En 2024-2025, Rimouski accueille la Coupe Memorial 2025 et est donc automatiquement qualifiée pour le tournois. L'équipe cède face aux Wildcats de Moncton, en six matchs, dans la finale du trophée Gilles-Courteau. Durant le tournoi, l'équipe perd ses trois matchs face aux champions de la LHOu (Tigers de Medicine Hat), de la LHO (Knights de London) et, finalement, de la LHJMQ (Wildcats de Moncton).

## Logo
Le logo de l'équipe est un navire transocéanique avec une mâchoire de requin à la proue et entouré de vagues. Les couleurs de l'équipe sont le bleu marine, le gris et le blanc. Elle joue ses parties locales au Colisée Financière Sun Life, aréna de 3 778 places construit en 1966, puis rénové en 2024. Le maillot de l'Océanic est l'un des plus populaires de la Ligue canadienne de hockey en raison de la présence de Sidney Crosby dans l'équipe entre 2003 et 2005.
Dès ses débuts, l'équipe tente de créer un fort sentiment d'appartenance régional en recrutant lorsque possible des joueurs originaires de l'est du Québec et en adoptant la devise « L'équipe de toute une région ».

Logo de 1995 à 1999
Logo de 1999 à 2013
Logo actuel

## Statistiques
| Saison    | PJ | V  | D  | N | DP | DTB | BP  | BC  | Pts | Classement                    | Séries éliminatoires       |
| --------- | -- | -- | -- | - | -- | --- | --- | --- | --- | ----------------------------- | -------------------------- |
| 1995-1996 | 70 | 25 | 41 | 4 | -  | -   | 267 | 317 | 54  | 6e de la division Frank-Dilio | Éliminés au 2e tour        |
| 1996-1997 | 70 | 34 | 31 | 5 | -  | -   | 298 | 261 | 73  | 5e de la division Frank-Dilio | Éliminés au 1er tour       |
| 1997-1998 | 70 | 40 | 27 | 3 | -  | -   | 296 | 257 | 83  | 2e de la division Frank-Dilio | Finalistes                 |
| 1998-1999 | 70 | 30 | 32 | 8 | -  | -   | 270 | 263 | 68  | 5e de la division Frank-Dilio | Éliminés au 2e tour        |
| 1999-2000 | 72 | 48 | 18 | 4 | 2  | -   | 370 | 274 | 102 | 1er de la division Est        | Coupe du Président         |
| 2000-2001 | 72 | 25 | 43 | 2 | 2  | -   | 268 | 328 | 54  | 4e de la division Est         | Éliminés au 2e tour        |
| 2001-2002 | 72 | 33 | 33 | 4 | 2  | -   | 270 | 293 | 72  | 3e de la division Est         | Éliminés au 1er tour       |
| 2002-2003 | 72 | 11 | 58 | 3 | 0  | -   | 190 | 385 | 25  | 4e de la division Est         | Non qualifiés              |
| 2003-2004 | 70 | 34 | 28 | 5 | 3  | -   | 284 | 252 | 76  | 1er de la division Est        | Éliminés au 3e tour        |
| 2004-2005 | 70 | 45 | 17 | 5 | 3  | -   | 333 | 239 | 98  | 1er de la division Est        | Coupe du Président         |
| 2005-2006 | 70 | 10 | 57 | - | 2  | 1   | 184 | 377 | 23  | 10e de la division Ouest      | Non qualifiés              |
| 2006-2007 | 70 | 22 | 39 | - | 7  | 2   | 237 | 303 | 53  | 10e de la division Telus      | Non qualifiés              |
| 2007-2008 | 70 | 33 | 36 | - | 1  | 0   | 227 | 235 | 67  | 7e de la division Telus       | Éliminés au 2e tour        |
| 2008-2009 | 68 | 44 | 23 | - | 0  | 1   | 267 | 223 | 89  | 2e de la division Telus Est   | Éliminés au 3e tour        |
| 2009-2010 | 68 | 34 | 25 | - | 5  | 2   | 246 | 265 | 75  | 2e de la division Telus Est   | Éliminés au 2e tour        |
| 2010-2011 | 68 | 31 | 33 | - | 1  | 3   | 226 | 236 | 66  | 4e de la division Telus Est   | Éliminés au 1er tour       |
| 2011-2012 | 68 | 40 | 26 | - | 2  | 0   | 260 | 235 | 82  | 4e de la division Telus Est   | Finalistes                 |
| 2012-2013 | 68 | 41 | 18 | - | 3  | 6   | 264 | 223 | 91  | 2e de la division Telus Est   | Éliminés au 1er tour       |
| 2013-2014 | 68 | 45 | 16 | - | 3  | 4   | 258 | 194 | 97  | 2e de la division Telus Est   | Éliminés au 2e tour        |
| 2014-2015 | 68 | 47 | 16 | - | 3  | 2   | 279 | 198 | 99  | 1er de la division Est        | Coupe du Président         |
| 2015-2016 | 68 | 36 | 25 | - | 5  | 2   | 208 | 203 | 79  | 2e de la division Est         | Éliminés au 1er tour       |
| 2016-2017 | 68 | 26 | 35 | - | 6  | 1   | 229 | 255 | 59  | 6e de la division Est         | Éliminés au 1er tour       |
| 2017-2018 | 68 | 42 | 17 | - | 6  | 3   | 231 | 174 | 93  | 1re de la division Est        | Éliminés au 1er tour       |
| 2018-2019 | 68 | 44 | 20 | - | 4  | 0   | 272 | 173 | 92  | 2e de la division Est         | Éliminés au 3e tour        |
| 2019-2020 | 64 | 38 | 18 | - | 4  | 4   | 252 | 176 | 84  | 2e de la division Est         | Séries annulées (Covid-19) |
| 2020-2021 | 39 | 13 | 22 | - | 2  | 2   | 104 | 143 | 30  | 5e de la division Est         | Éliminés au 2e tour        |
| 2021-2022 | 68 | 33 | 26 | - | 5  | 4   | 228 | 204 | 75  | 2e de la division Est         | Éliminés au 2e tour        |
| 2022-2023 | 68 | 32 | 31 | - | 3  | 2   | 213 | 216 | 69  | 3e de la division Est         | Éliminés au 2e tour        |
| 2023-2024 | 68 | 37 | 26 | - | 5  | 0   | 250 | 236 | 79  | 2e de la division Est         | Éliminés au 1er tour       |

## Honneurs

### Coupes et trophées
- Coupe Memorial 2000
- Coupe du président : 2000, 2005 et 2015
- Trophée Jean-Rougeau : 2000, 2005 et 2015
- Trophée Luc-Robitaille : 2005

### Honneurs individuels

#### 1999-2000
- Brad Richards
  - Joueur par excellence de la Coupe Memorial
  - Joueur par excellence de la Ligue canadienne de hockey
  - Champion marqueur au Canada
  - Meilleur différentiel (+/-) au Canada
  - Rondelle d'Or : meilleur marqueur de la saison
  - Rondelle d'Or : meilleur différentiel (+/-)
  - Rondelle d'Or : meilleur joueur offensif
  - Rondelle d'Or : personnalité de l'année
  - Rondelle d'Or : joueur le plus utile en saison régulière
  - Rondelle d'Or : joueur le plus utile en séries
- Michel Périard : meilleur défenseur
- Doris Labonté : entraîneur de l'année
- Maurice Tanguay : administrateur de l'année dans la LCH

#### 2003-2004
- Sidney Crosby
  - Meilleur marqueur au Canada (LCH)
  - Recrue de l'année au Canada (LCH)
  - Joueur de l'année au Canada (LCH)
  - Coupe Poste Canada
  - Rondelle d'Or : meilleur marqueur de la saison
  - Rondelle d'Or : joueur le plus efficace en saison
  - Rondelle d'Or : recrue offensive
  - Rondelle d'Or : recrue de l'année
  - Rondelle d'Or : personnalité de l'année
  - Rondelle d'Or : joueur offensif de l'année

#### 2004-2005
- Sidney Crosby
  - Joueur par excellence au Canada
  - Trophée Poste Canada - joueur qui a obtenu le plus d’étoiles au Canada
  - Meilleur pointeur au Canada (66 buts et 102 aides)
  - Trophée Guy-Lafleur : joueur le plus utile des séries éliminatoires LHJMQ
  - Rondelle d'or : meilleur marqueur de la saison
  - Rondelle d'or : joueur le plus efficace en saison
  - Rondelle d'or : meilleur espoir
  - Rondelle d'or : personnalité de l'année
  - Rondelle d'or : joueur offensif de l'année
- Mario Scalzo - rondelle d'Or : meilleur défenseur

#### 2024-2025
- William Lacelle
  - Trophée Raymond-Lagacé : recrue défensive de l'année[15]
- Maël St-Denis
  - Rondelle d'or : meilleur avant défensif de l'année[16]
- Pier-Olivier Roy
  - Rondelle d'or : défenseur défensif de l'année[16]

## Joueurs
Depuis ses débuts, l'Océanic a formé de nombreux joueurs qui sont devenus professionnels. Parmi eux, 35 ont été sélectionnés lors d'un repêchage de la plus importante ligue nord-américaine, la Ligue nationale de hockey. Trois d'entre eux, Vincent Lecavalier, Brad Richards et Sidney Crosby ont également vu leur numéro retiré par l'organisation.
| Numéro | Nom                | Position     | Année       | PJ  | B   | A   | Pts | Notes                         |
| ------ | ------------------ | ------------ | ----------- | --- | --- | --- | --- | ----------------------------- |
| 4      | Vincent Lecavalier | Centre       | 1996 à 1998 | 122 | 86  | 131 | 217 | 1er choix repêchage LNH 1998  |
| 9      | Jonathan Beaulieu  | Ailier       | 1996 à 2001 | 279 | 91  | 143 | 234 |                               |
| 12     | Allan Sirois       | Centre       | 1995 à 1996 | 69  | 59  | 68  | 127 |                               |
| 28     | Michel Ouellet     | Ailier droit | 1998 à 2002 | 223 | 125 | 174 | 299 | 124e choix repêchage LNH 2000 |
| 39     | Brad Richards      | Centre       | 1997 à 2000 | 190 | 143 | 289 | 432 | 64e choix repêchage LNH 1998  |
| 87     | Sidney Crosby      | Centre       | 2003 à 2005 | 121 | 120 | 183 | 303 | 1er choix repêchage LNH 2005  |

### Historique des capitaines de l'équipe
Depuis 2003, les capitaines suivants se sont succédé :
- 2003 à 2005 : Marc-Antoine Pouliot
- 2006 à 2008 : François Bolduc
- 2008-2009 : Patrice Cormier
- 2009-2010 : Patrice Cormier et Félix Lefrançois
- 2010-2011 : Félix Lefrançois
- 2011-2012 : Alex Émond
- 2012-2013 : Casey Babineau
- 2013-2014 : Ryan MacKinnon
- 2014-2015 : Alexis Loiseau
- 2015-2016 : Simon Bourque
- 2016-2017 : Samuel Laberge
- 2017-2018 : Samuel Dove-McFalls
- 2018-2019 : Charles-Édouard D'Astous
- 2019-2020 : Alexis Lafrénière
- 2020-2021 : Nathan Ouellet
- 2021-2022 : Ludovic Soucy
- 2022-2023 : Frédéric Brunet et Mathis Gauthier
- Depuis 2023 : Jacob Mathieu

## Entraîneurs
Depuis sa création en 1995, l'Océanic a connu 7 entraîneurs différents.
- Gaston Therrien (1995-1996 à 1996-1997)
- Roger Dejoie (1997-1998)
- Doris Labonté (1997-1998 à 2000-2001 et 2004-2005 à 2006-2007) (2 Coupes du Président, 1 Coupe Memorial)
- Guylain Raymond (2000-2001 à 2002-2003)
- Donald Dufresne (2002-2003 à 2004-2005)
- Clément Jodoin (2007-2008 à 2010-2011)
- Serge Beausoleil (2011-2012 a 2022-2023) (1 Coupe du président)
- Joël Perrault (depuis 2023-2024-..... )

## Histoire de la franchise
- 1962-1969 : Canadiens de Thetford Mines
- 1969-1982 : Castors de Sherbrooke
- 1982-1989 : Castors de Saint-Jean
- 1989-1995 : Lynx de Saint-Jean
- Depuis 1995 : Océanic de Rimouski